# Amastus jeritzae
Amastus jeritzae là một loài bướm đêm thuộc phân họ Arctiinae, họ Erebidae.